# الحياة البرية في الكويت

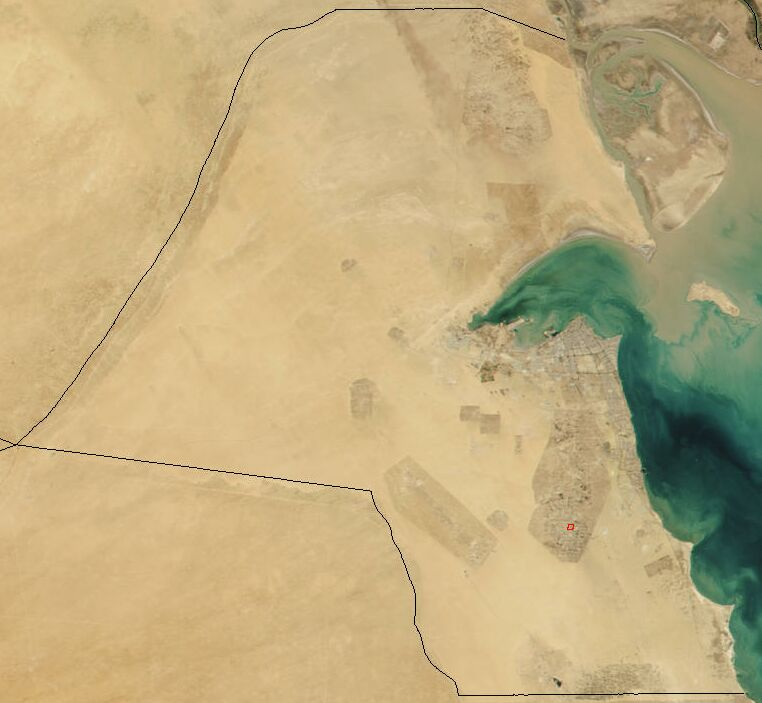
صورة من الأقمار الاصطناعية للكويت تكشف تضاريسها الصحراوية

تتكون الحياة البرية في الكويت من النباتات والحيوانات في الكويت ومكوناتها الطبيعية. الكويت دولة صغيرة في الشرق الأوسط على رأس الخليج العربي، وتقع بين العراق والمملكة العربية السعودية، ويتكون سطح أرضها بشكل أساسي من الصحراء.

## جغرافيًا
تغطي الكويت مساحة قدرها 17,820 كيلومترًا مربعًا (6,880 ميلًا مربعًا)، وتمتد لحوالي 200 كيلومتر (124 ميلًا) من الشمال إلى الجنوب و170 كيلومترًا (106 أميال) من الشرق إلى الغرب. وتتمتع بساحل يبلغ طوله 195 كيلومترًا (121 ميلًا) على الخليج العربي، وتشمل تسع جزر، أكبرها جزيرة بوبيان، المعروفة بأهميتها في التنوع البيولوجي الإقليمي. ويُعدّ خليج الكويت الميزة الجغرافية الرئيسية، حيث يوفر ميناءً طبيعيًا تقع عليه مدينة الكويت.
تتكون معظم البلاد من أراضٍ منبسطة ومتموجة تتخللها تلال منخفضة، وتنقسم إلى أربع مناطق:
- هضبة صحراوية: تقع في الغرب، وتدعم نباتات صحراوية مثل الرمث (Rhanterium epapposum) المعروف محليًا باسم "العرفج".
- المستنقعات المالحة والسهول الطينية: تحيط بخليج الكويت، وتشكل موائل للأنواع المائية والطيور المهاجرة، بما في ذلك طيور النحام والطيور الخواضة الأخرى.
- الكثبان الرملية: توجد في الشرق، وتُعد مأوى للزواحف الصحراوية مثل الدساس العربي.
- السهول الصحراوية: وتشكل الجزء الأكبر من البلاد، وتحتضن نباتات ومجموعة من الثدييات مثل القنفذ الصحراوي.[2]

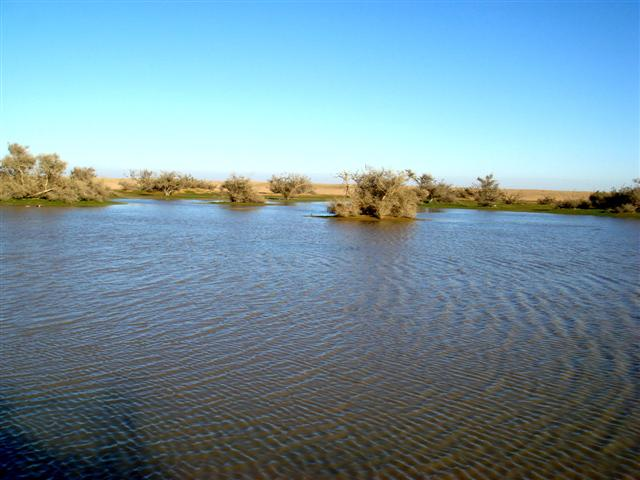
وادي الباطن الذي يمر عبر حدود الكويت والعراق.

## المناخ
تتمتع الكويت بمناخ صحراوي. فالصيف شديد الحرارة والجفاف، حيث يبلغ متوسط درجات الحرارة اليومية حوالي 43 درجة مئوية (109 درجات فهرنهايت)، بينما يكون الشتاء معتدلًا بمتوسط درجات حرارة حوالي 13 درجة مئوية (55 درجة فهرنهايت)، مع احتمال حدوث صقيع ليلي في بعض الأحيان. أما الأمطار فهي نادرة، إذ يبلغ متوسطها أقل من 8 سم (3.1 إنش) سنويًا، وتسقط غالبًا في فصل الشتاء على شكل زخات متفرقة أو خلال العواصف الرعدية في الربيع.
تحدث العواصف الرملية بشكل متكرر، خاصة في الربيع والصيف، ما يؤدي إلى انخفاض مدى الرؤية ويؤثر على النظم البيئية. وتُسهم قرب الكويت من العراق وإيران في جعل شتائها أكثر برودة مقارنة بدول أخرى في شبه الجزيرة العربية.
تؤثر هذه الظروف بشكل مباشر على الحياة البرية في الكويت. فالمناخ الجاف يدعم نمو نباتات فريدة مثل النباتات الملحية المقاومة للملوحة وأنواع السنط المقاومة للجفاف. كما يؤثر على الحيوانات، حيث يهيئ البيئة للأنواع المتكيفة مع الصحراء مثل المها العربي، والطيور المهاجرة مثل طائر النحام الكبير، الذي يُشاهد غالبًا في شاطئ الشويخ وخليج الصليبخات قرب مدينة الكويت خلال فصل الشتاء.
بالإضافة إلى ذلك، تدعم الجغرافيا الساحلية للكويت تنوعًا بيولوجيًا بحريًا غنيًا في الخليج العربي، حيث توفر موائل للسلاحف البحرية الخضراء، وسرطانات البحر، والرخويات، وأكثر من 100 نوع من الأسماك.

## النباتات

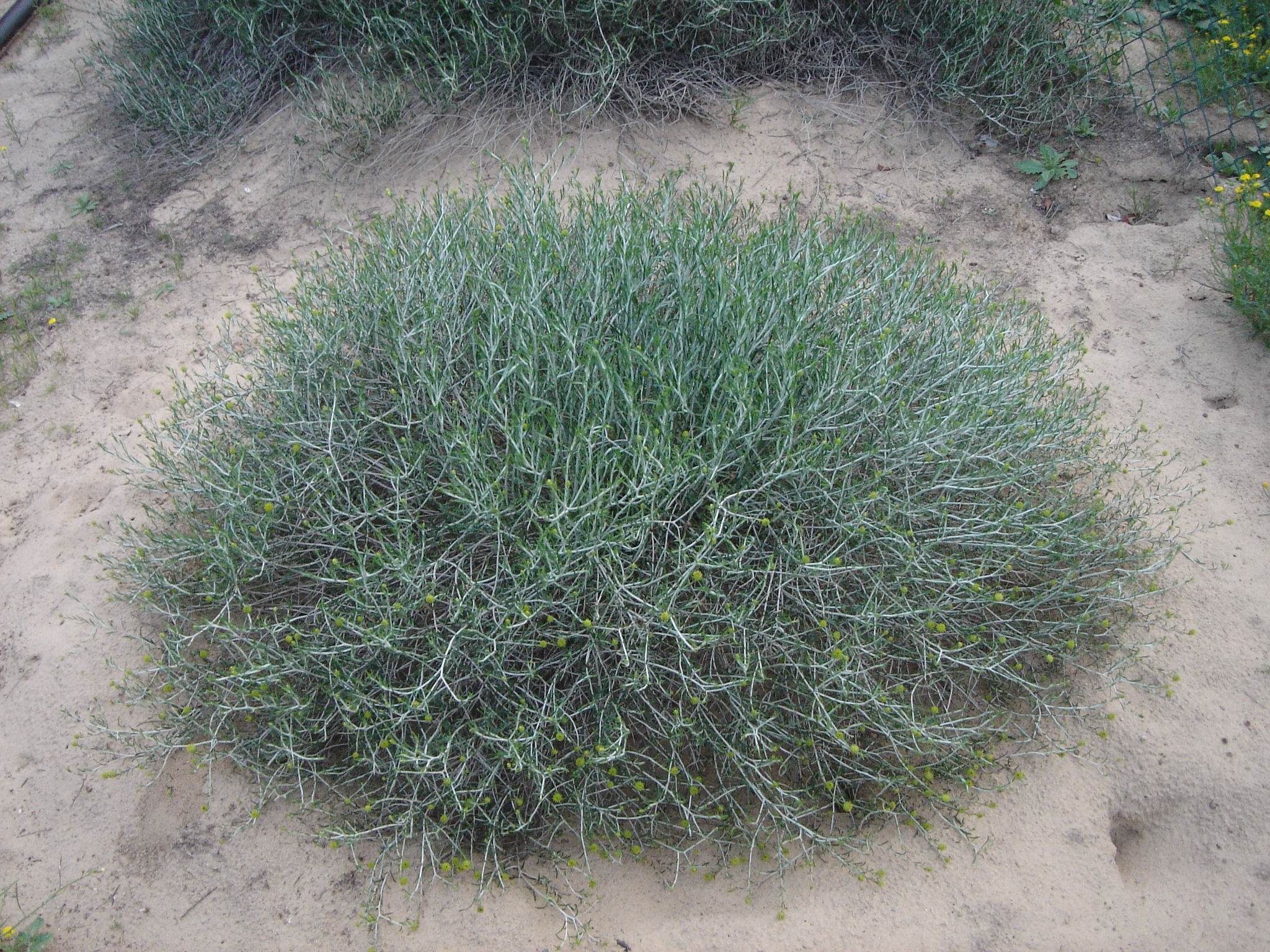
العرفج

تم تسجيل أكثر من 400 نوع من النباتات البرية في الكويت. ويُعد العرفج (Rhanterium epapposum) الزهرة الوطنية للكويت، ورمزًا للصمود في البيئة الصحراوية القاحلة. ويُستخدم هذا الشجيرة القوية عادةً كعلف للإبل والأغنام بسبب قيمتها الغذائية العالية، خاصة في المناطق الأكثر جفافًا.

### نباتات الصحراء
تتكوّن نباتات الصحراء في الكويت عادةً من أعشاب خشنة، وشجيرات شوكية، ونباتات ملحية مقاومة للملوحة. وهي نباتات متكيفة للبقاء في مناخ جاف بأقل قدر من المياه، وتزدهر حتى في ظروف قاسية:
- النباتات الحولية: يشكّل هذا النوع حوالي ثلثي أنواع النباتات في الكويت. تنمو بسرعة بعد هطول الأمطار، وغالبًا ما تنتج أزهارًا زاهية باللونين الأزرق أو البنفسجي. وبعد أن تُنتج بذورها، تذبل وتموت، مما يضمن بقاءها من خلال البذور الكامنة خلال فترات الجفاف الطويلة.[7]
- النباتات المعمرة: تشكّل الشجيرات المعمرة وشبه المعمرة جزءًا أساسيًا من النظام البيئي، ومنها أنواع مقاومة للملوحة تهيمن على المناطق الساحلية والمنخفضات المالحة.

### التحديات البيئية
تتكيف النباتات المحلية مع البيئات شبه الصحراوية والصحراوية الكاملة، مما يجعلها ذات أهمية في دراسة تأثير الإنسان على النظم البيئية الهشة. وقد تسببت حرب الخليج في تغييرات كبيرة على البيئة الطبيعية في الكويت:
- تضرر التربة: أدت حرائق آبار النفط إلى تغطية مساحات واسعة ببقايا الهيدروكربونات، مما تسبب في تدهور للتربة بشكل مستديم وتغيّرات في ديناميكيات الغطاء النباتي.[8]
- التمدن الزائد: ساهم التوسع العمراني المفرط والرعي الجائر من قبل الماشية في فقدان الغطاء النباتي المحلي بشكل إضافي.

### دور الواحات والنباتات الساحلية
في مناطق الواحات، تتم زراعة نخيل التمر لتوفير الظل والغذاء. وعلى طول الساحل وخليج الكويت، تنمو أشجار المنغروف والأعشاب البحرية في السهول الطينية. وتؤدي هذه النباتات دورًا حيويًا في تثبيت السواحل وتوفير موائل للكائنات البحرية.

### الأهمية البيئية للحفاظ على النباتات
تُعد العديد من الأنواع النباتية المحلية، مثل العرفج، عناصر أساسية في التنوع البيولوجي للكويت. وتُبذل جهود مستمرة لاستعادة النظم البيئية المتضررة وحماية الأنواع المتوطنة من خلال برامج الحماية البيئية. وتهدف هذه البرامج إلى التخفيف من تأثيرات التصنيع والتصحر، بما يضمن بقاء الحياة البرية في الكويت.

## الحيوانات

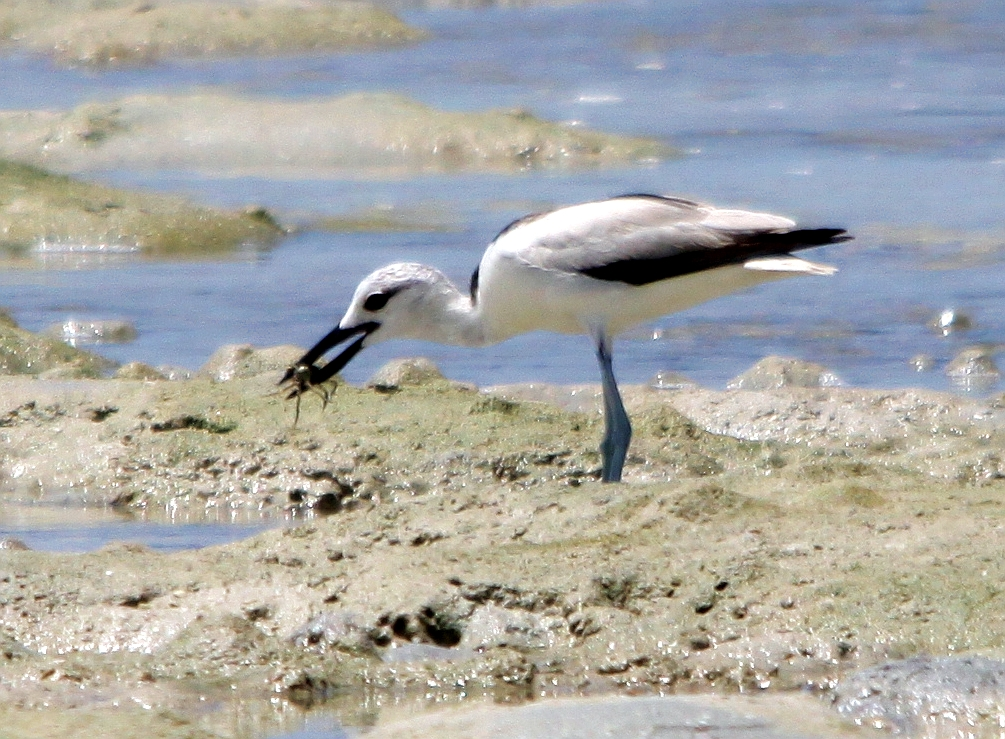
زقزاق السلطعون يأكل سلطعون

تم تسجيل 442 نوعًا من الطيور في الكويت حتى الآن، منها 18 نوعًا تتكاثر داخل البلاد. وبفضل موقعها عند ملتقى عدة مسارات هجرة رئيسية للطيور، تشهد الكويت عبور ما بين مليونين إلى ثلاثة ملايين طائر سنويًا. وتُعد المستنقعات في شمال الكويت ومنطقة الجهراء ملاذات حيوية للطيور المهاجرة العابرة، بينما تلعب الجزر دورًا محوريًا كمناطق تعشيش لأنواع مثل الخرشنة والغاق السقطري.

### الطيور المهاجرة والمقيمة
يُعد موقع محمية مبارك الكبير (رامسار) في جزيرة بوبيان موطنًا للبحيرات المالحة والمستنقعات، التي تستضيف طيور الأراضي الرطبة المهاجرة من أوراسيا إلى أفريقيا، ومن تركيا إلى الهند. كما تدعم هذه المحمية أكبر مستعمرة تكاثر لطيور الزقزاق السرطاني في العالم. ومن الطيور المقيمة الشائعة: القبرة الصحراوية، بينما تُشاهد طيور جارحة مثل العوسق والعقاب الصرارة وهي تصطاد فوق السهول الصحراوية. وتزور طيور موسمية مثل الفلامنغو الكبير الأراضي الرطبة الساحلية، بما في ذلك شاطئ الشويخ وخليج الصليبخات.

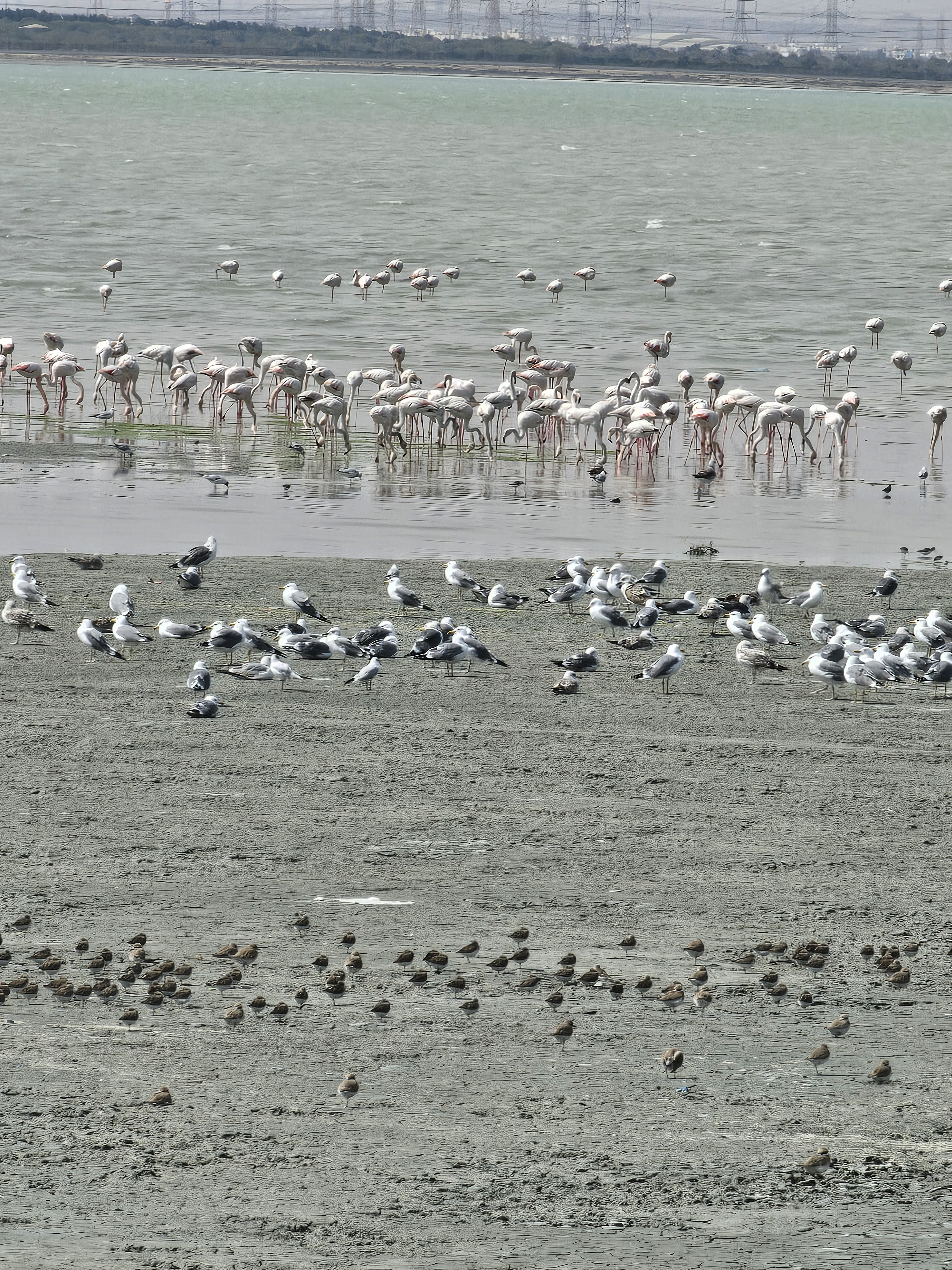
النحام الكبير هو أحد الطيور الرمزية في الكويت، وخاصة الأسراب الضخمة التي تُشاهَد في خليج الصليبخات وخليج الجهراء، حيث تم تسجيل ما يصل إلى 3000 طائر في أوائل فبراير 2008. كما تم تسجيلها أيضًا في البِرك الداخلية بمنطقة الجهراء.

### الزواحف والبرمائيات

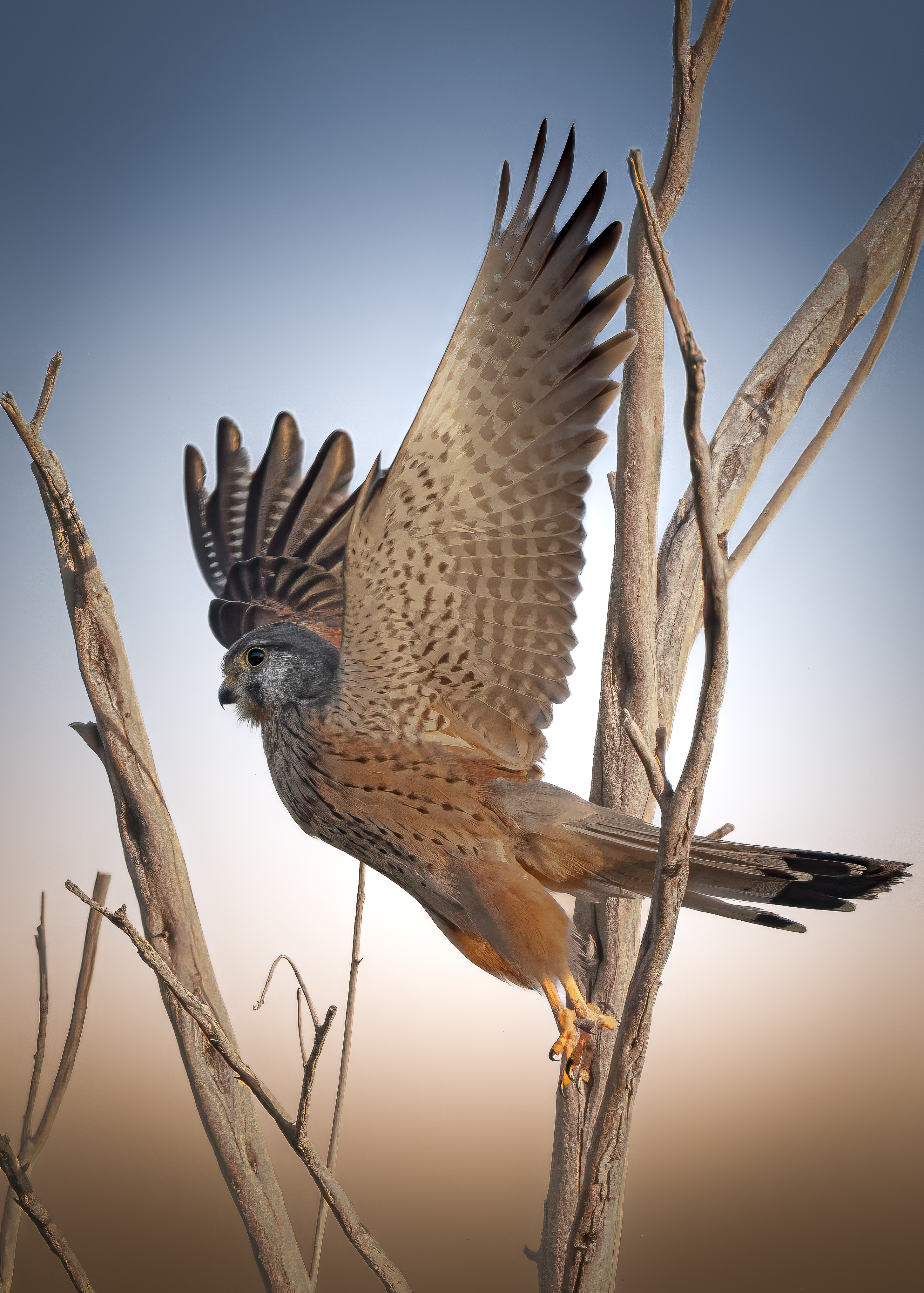
عوسق في الكويت.

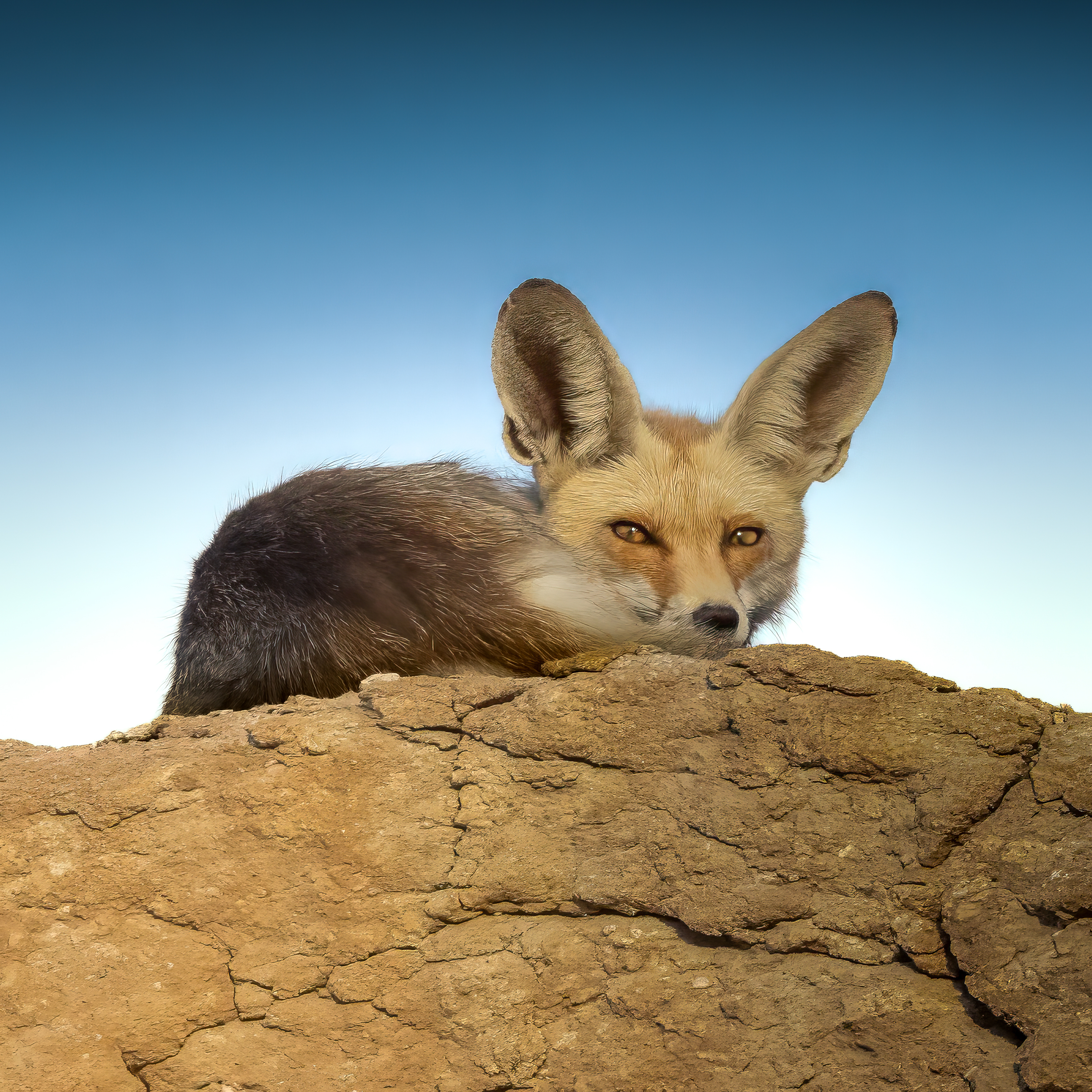
ثعلب في صحراء الكويت

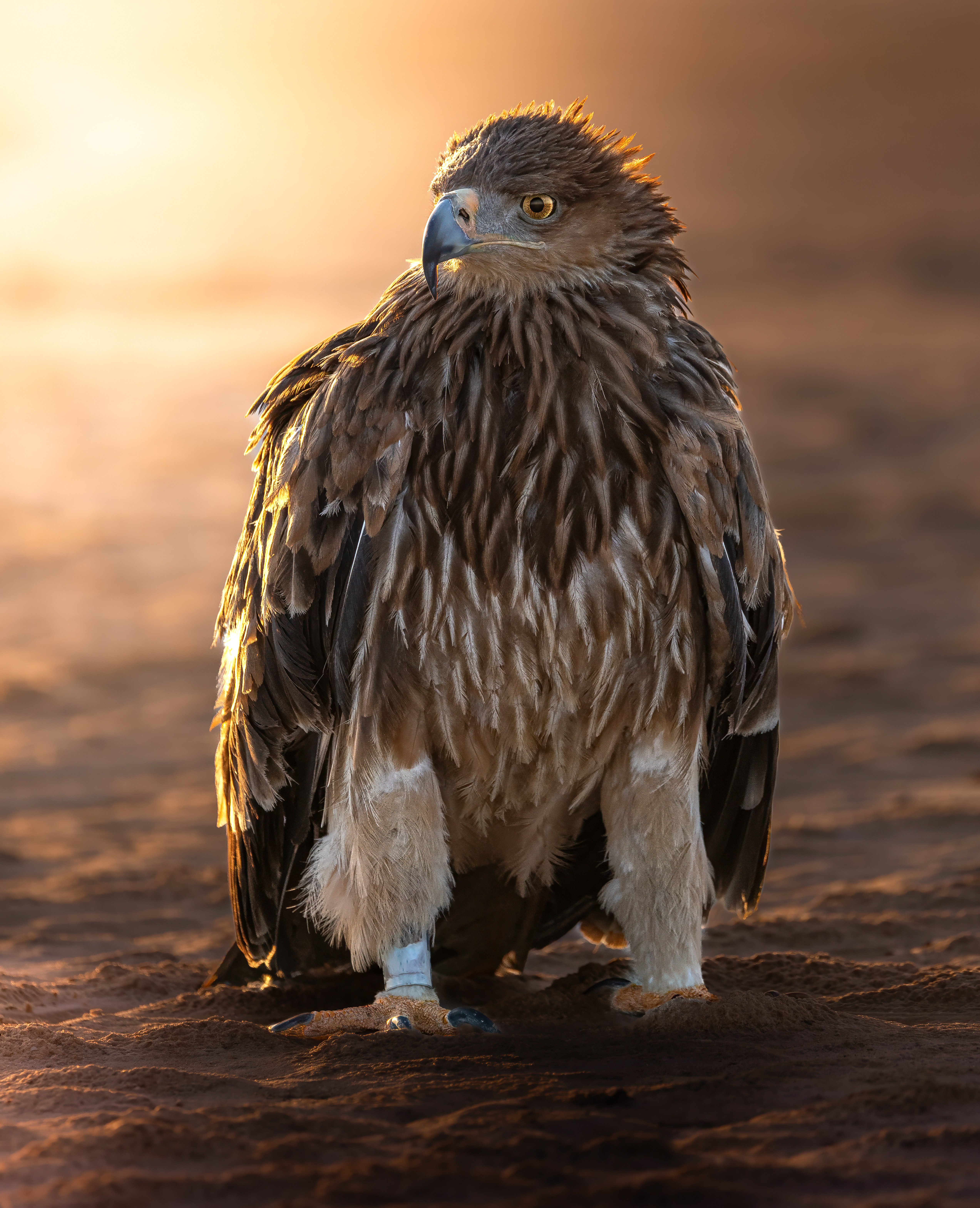
ملكة العقبان الشرقية في الكويت

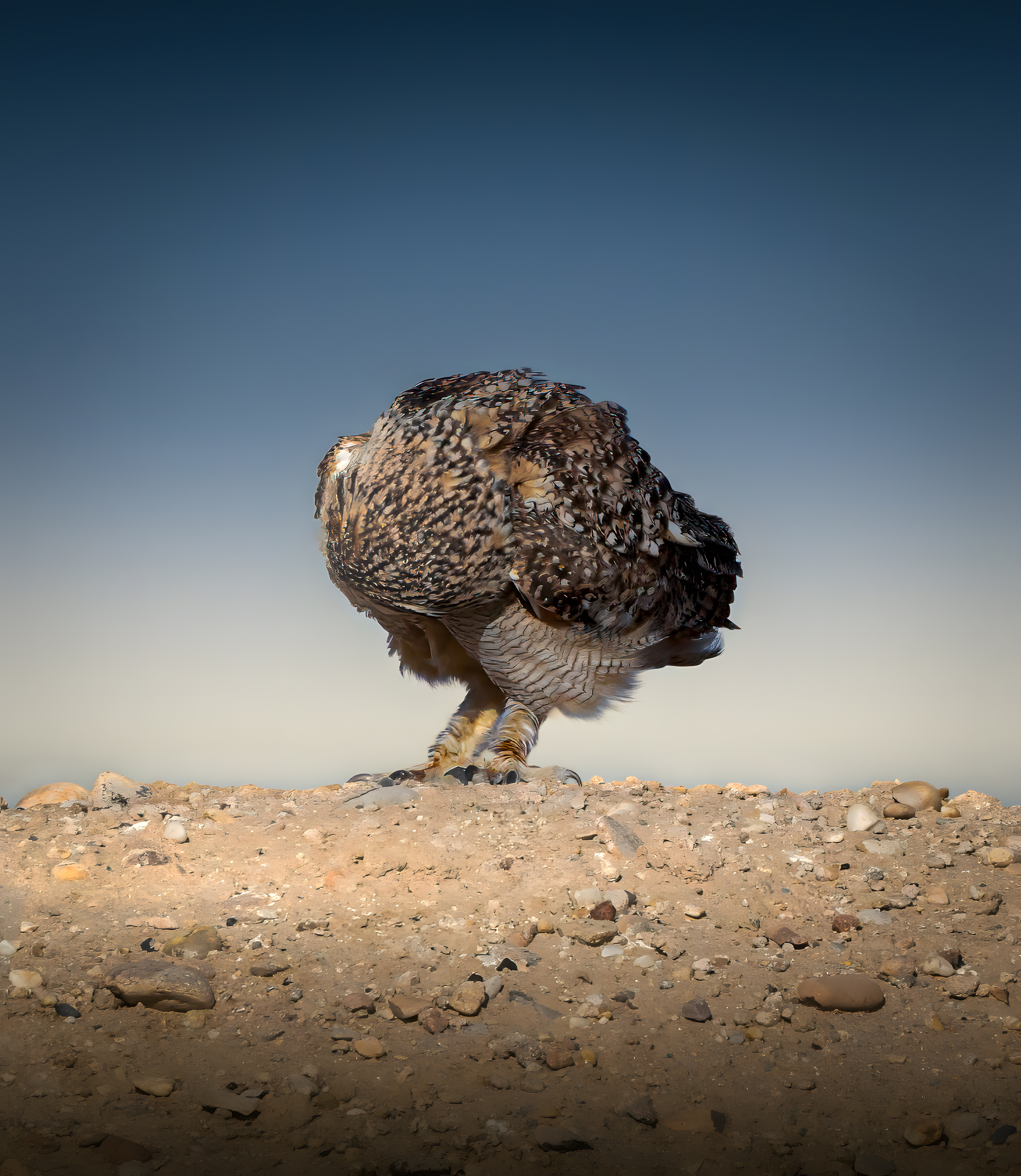
بوهة أوراسية

القط الصحراوي في الكويت

بعيدًا عن الساحل، تتطلب الحرارة القاسية وندرة المياه السطحية تكيفات خاصة للبقاء. تم تسجيل نوع واحد فقط من البرمائيات في الكويت، هو علجوم متغير (Bufotes variabilis)، إلى جانب نحو 38 نوعًا من الزواحف، من أبرزها:
- الدساس العربي (Eryx jayakari): ثعبان يحفر تحت الرمال ويتكيف مع البيئات الرملية.
- الأسود (Walterinnesia aegyptia): أفعى سامة متوطنة في المناطق الجافة.
- الضب (Uromastyx spp.): معروف بسلوكه الدفاعي.
- وزغ مدهش شائع (Teratoscincus scincus): تحفر حتى عمق 1.2 متر تحت الأرض لتحافظ على البرودة والرطوبة أثناء النهار الحار.[13]

### الثدييات
تضم الكويت 28 نوعًا مسجلاً من الثدييات. وتشمل الثدييات البرية أنواعًا متكيفة مع البيئة الصحراوية مثل:
- قوارض صحراوية صغيرة
- قنفذ الصحراء: ليلي ويتحمل الحرارة العالية.
- المها العربي: أُعيد إدخاله بنجاح إلى المناطق المحمية.
- ابن آوى الذهبي، وثعلب الفنك، وعناق الأرض، وغرير العسل، والضبع المخطط: وهي من الحيوانات المفترسة والقمامة المتكيفة مع البيئة الجافة.
- الغزلان: مثل الغزال السعودي والغزال الدرقي، التي لا تزال من رموز سهول الكويت الصحراوية.

أما الثدييات البحرية، فهي جزء من التنوع البيولوجي البحري للكويت، وتشمل مياه الخليج العربي أنواعًا مثل: الأطوم، والحوت البريدي، وجمل البحر، وخنزير البحر الأملس، إضافة إلى أنواع مختلفة من الدلافين، منها الدلفين الأبيض الصيني.

### اللافقاريات والحيوانات الساحلية
تفيض الأراضي الرطبة والسهول الطينية المحيطة بخليج الكويت بالحياة، حيث تنتشر: السرطانات، وأسماك نطاط الطين، والعقارب، وخنافس الروث. كما تدعم هذه المناطق العديد من أنواع الأسماك، التي تُعد ضرورية للطيور المائية المهاجرة والنظم البيئية البحرية. وتستضيف المناطق الساحلية تجمعات نابضة بالحياة من **طيور الماء، والنوارس، وطيور الأراضي الرطبة الأخرى**، مما يعزز من ثراء الكويت البيئي.

## معرض صور

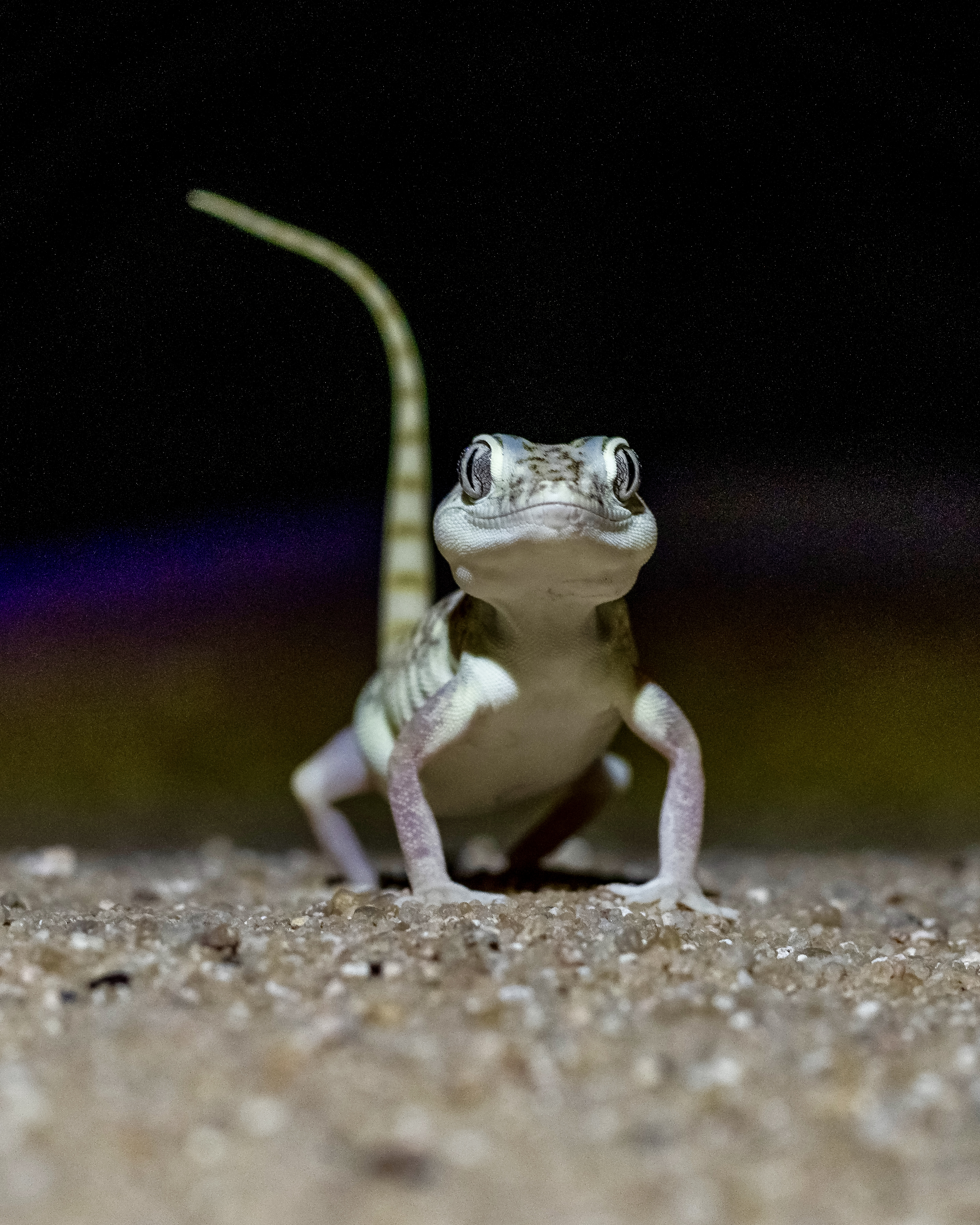
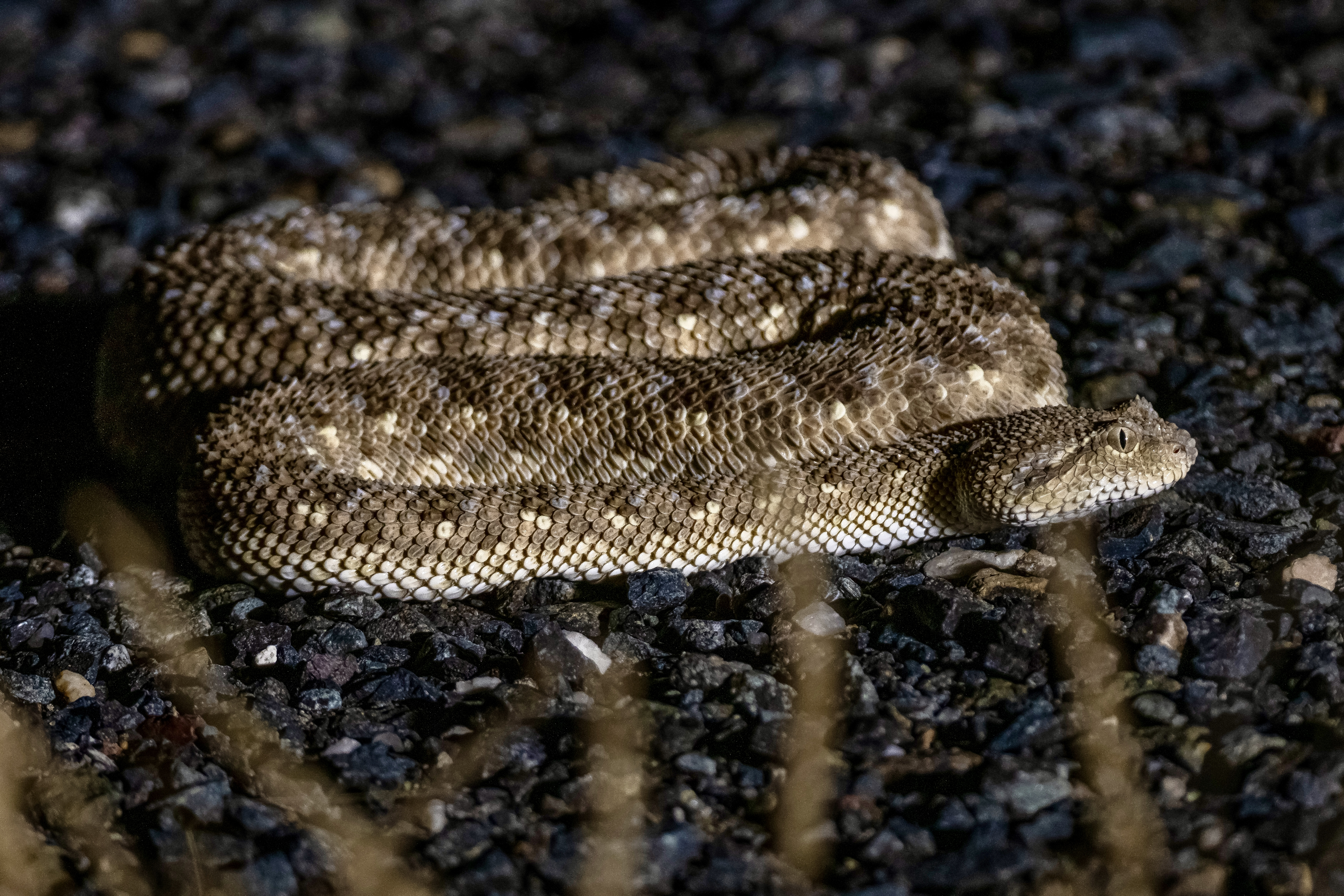
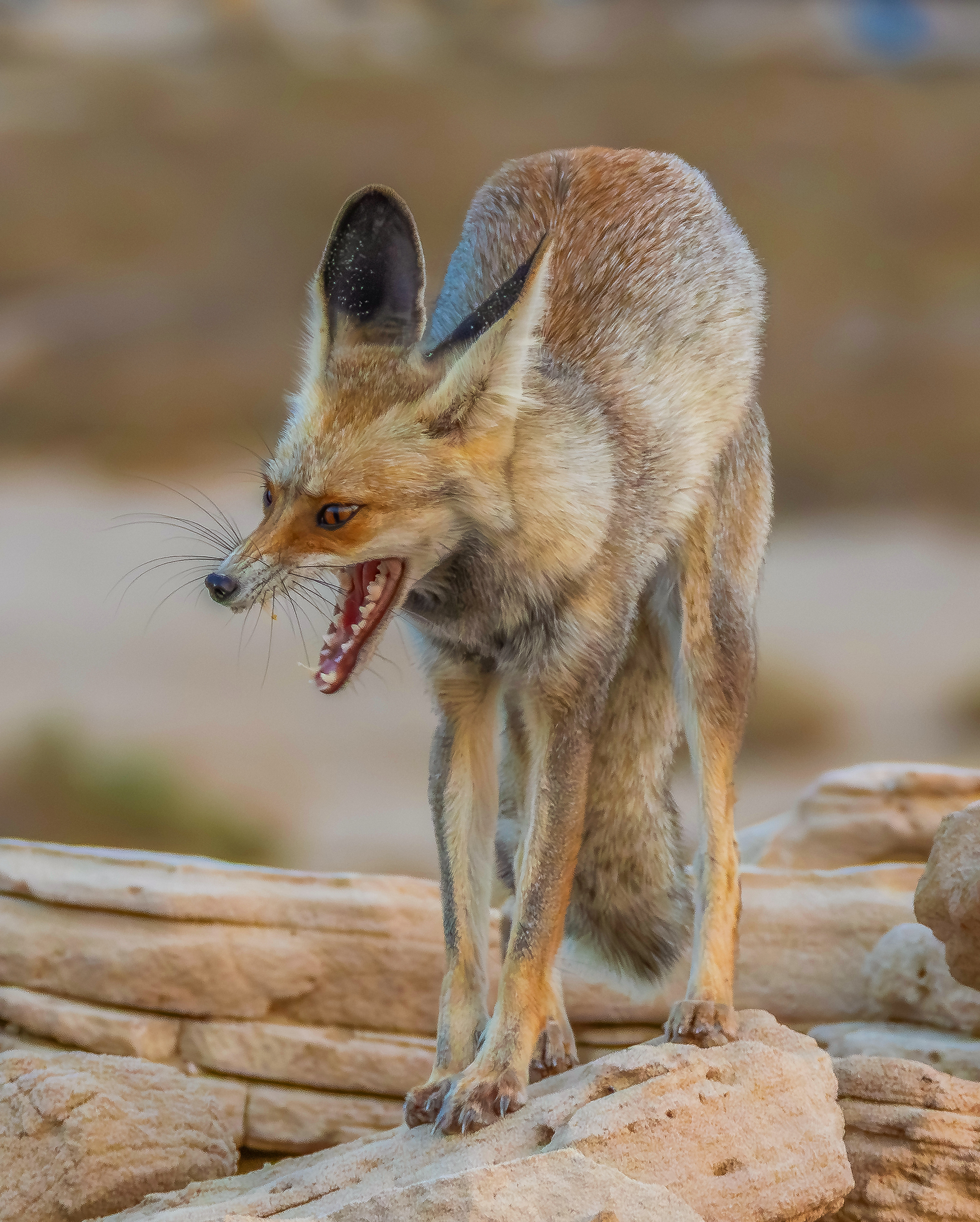
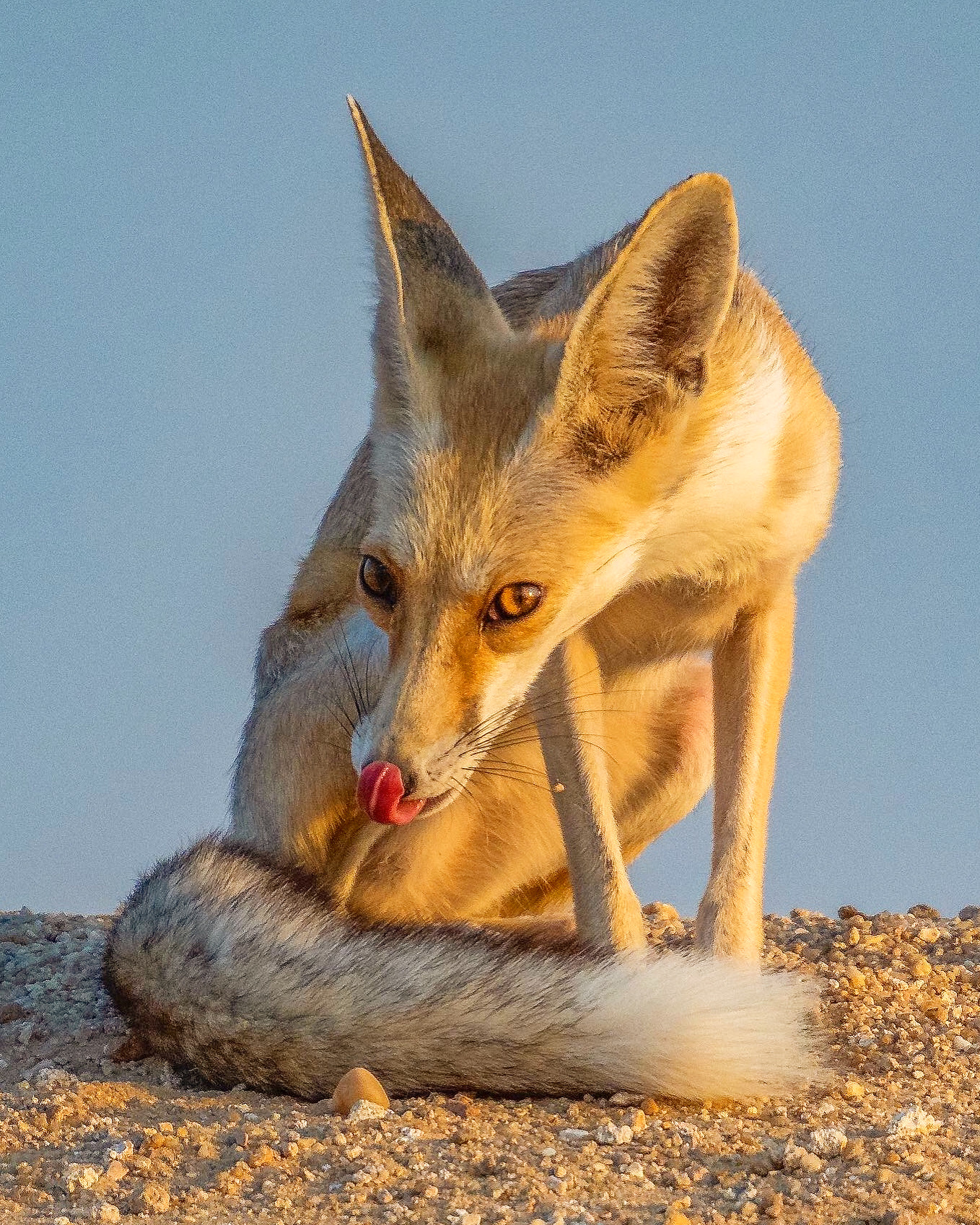
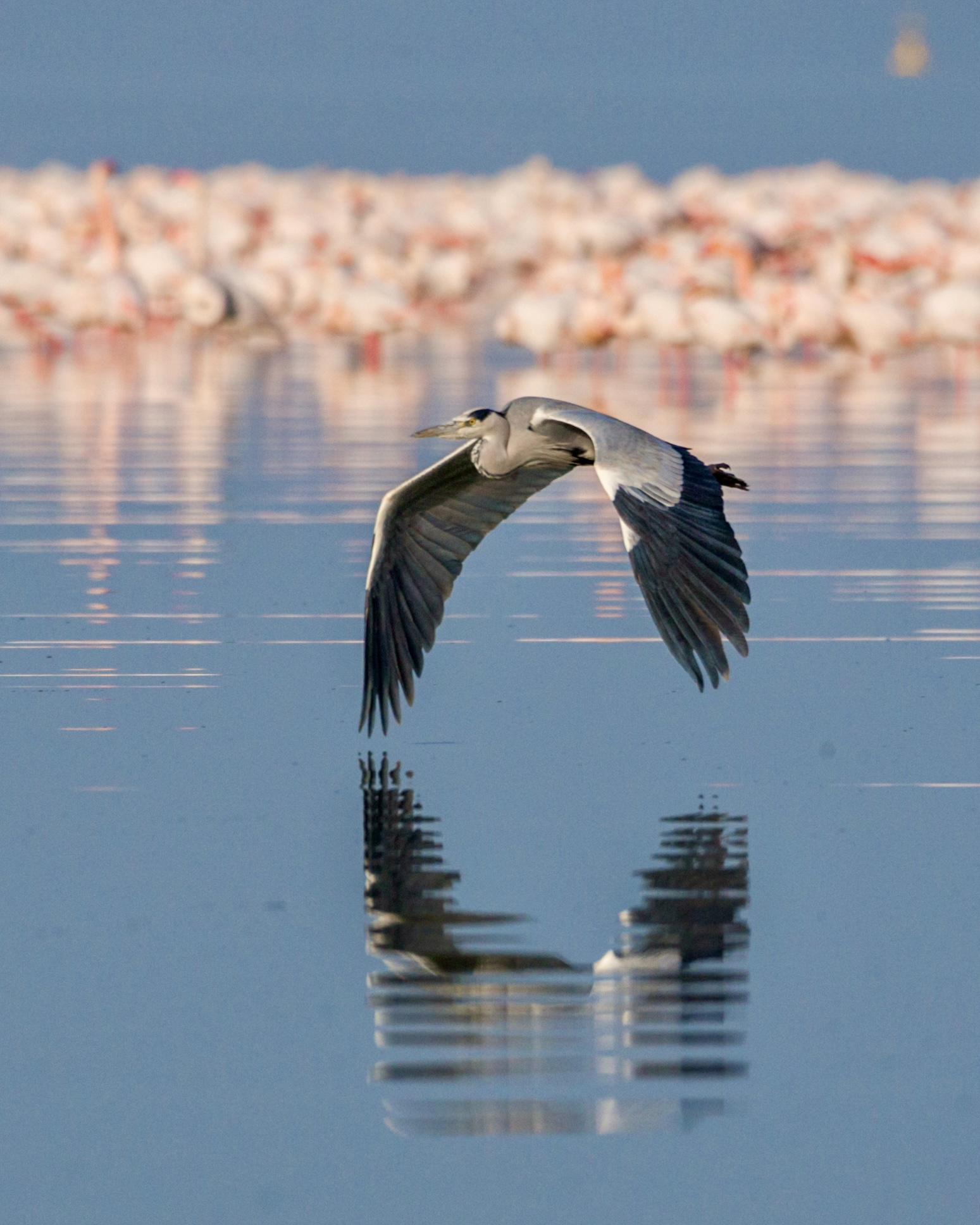
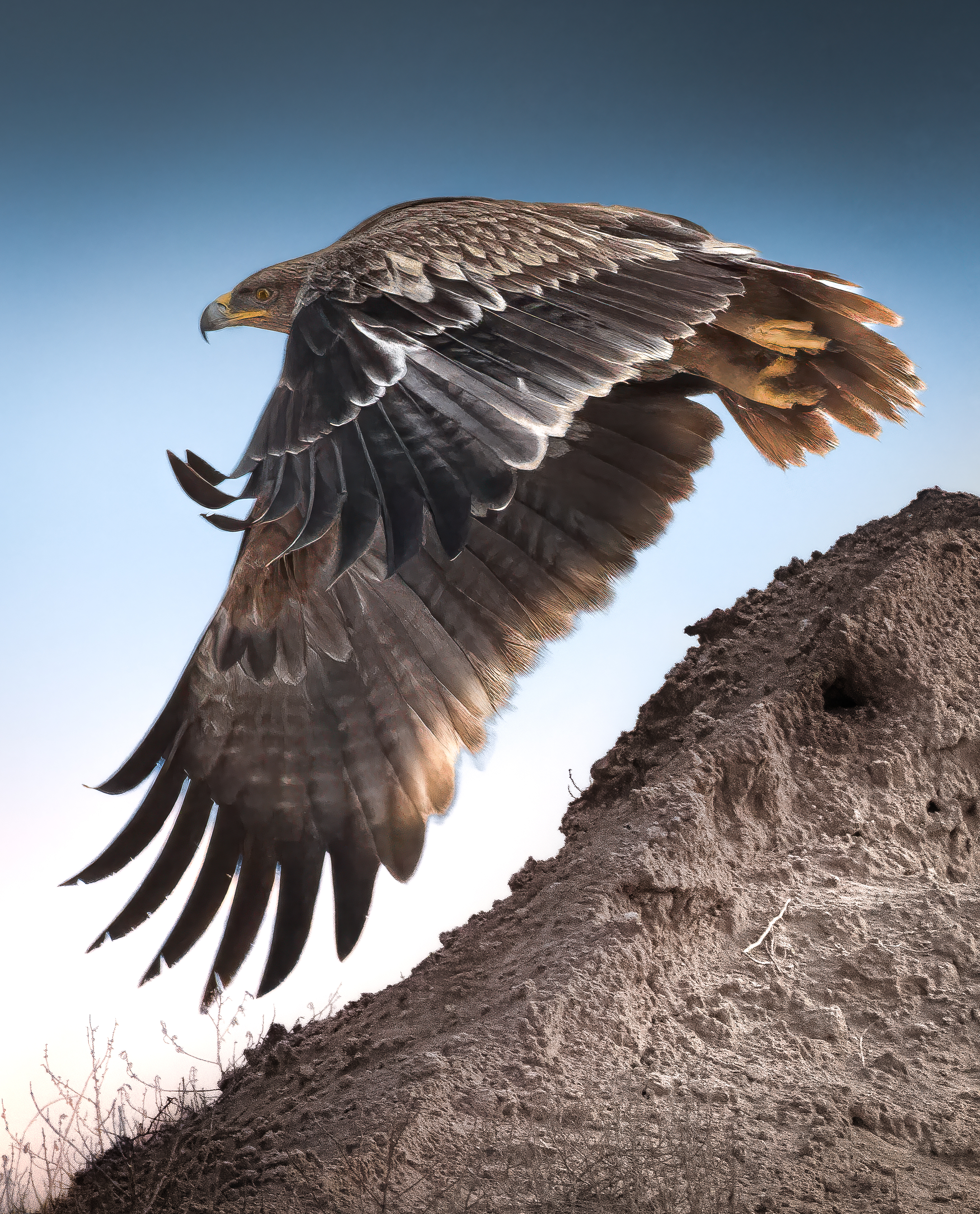
طائر العقاب
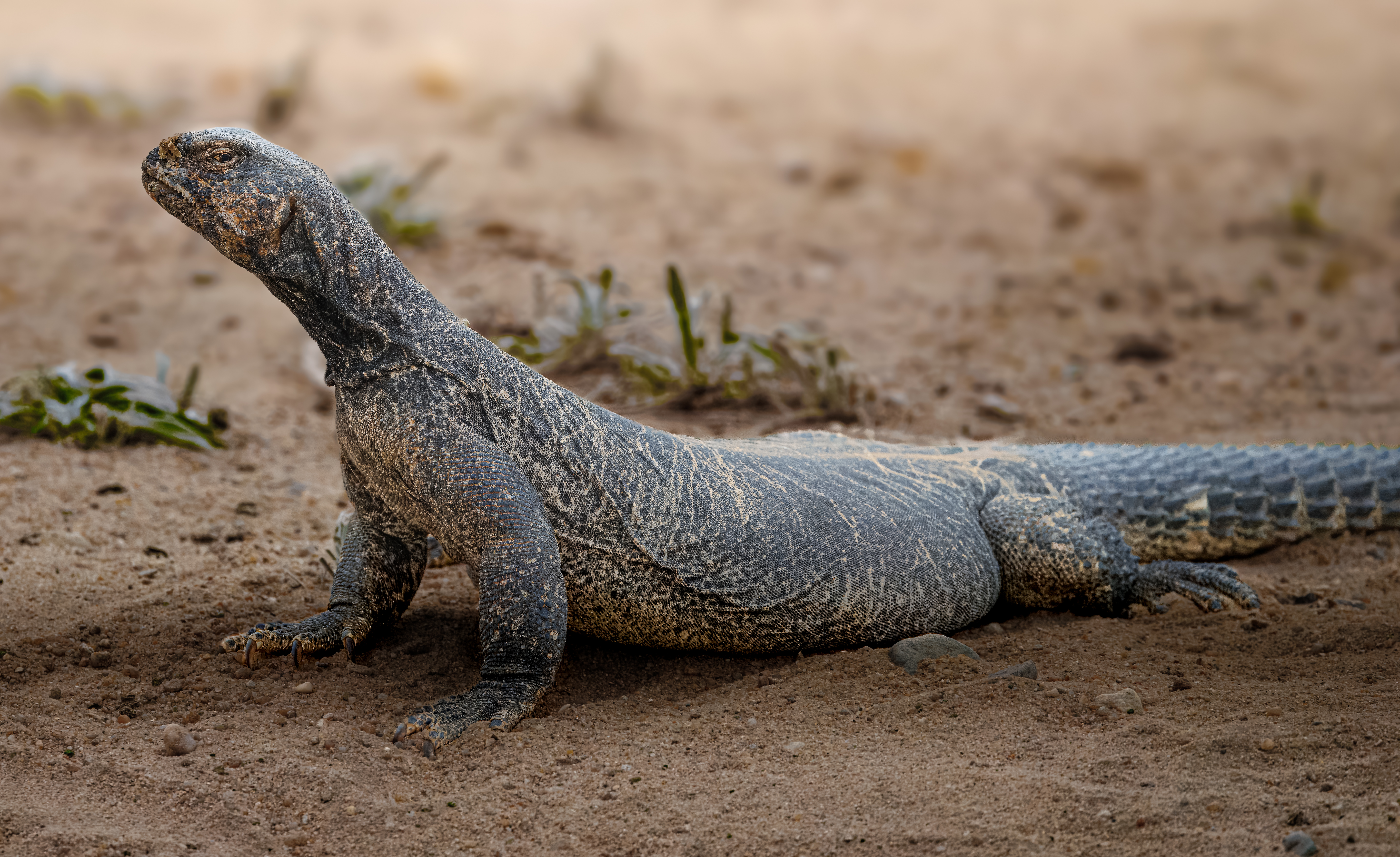
ضب
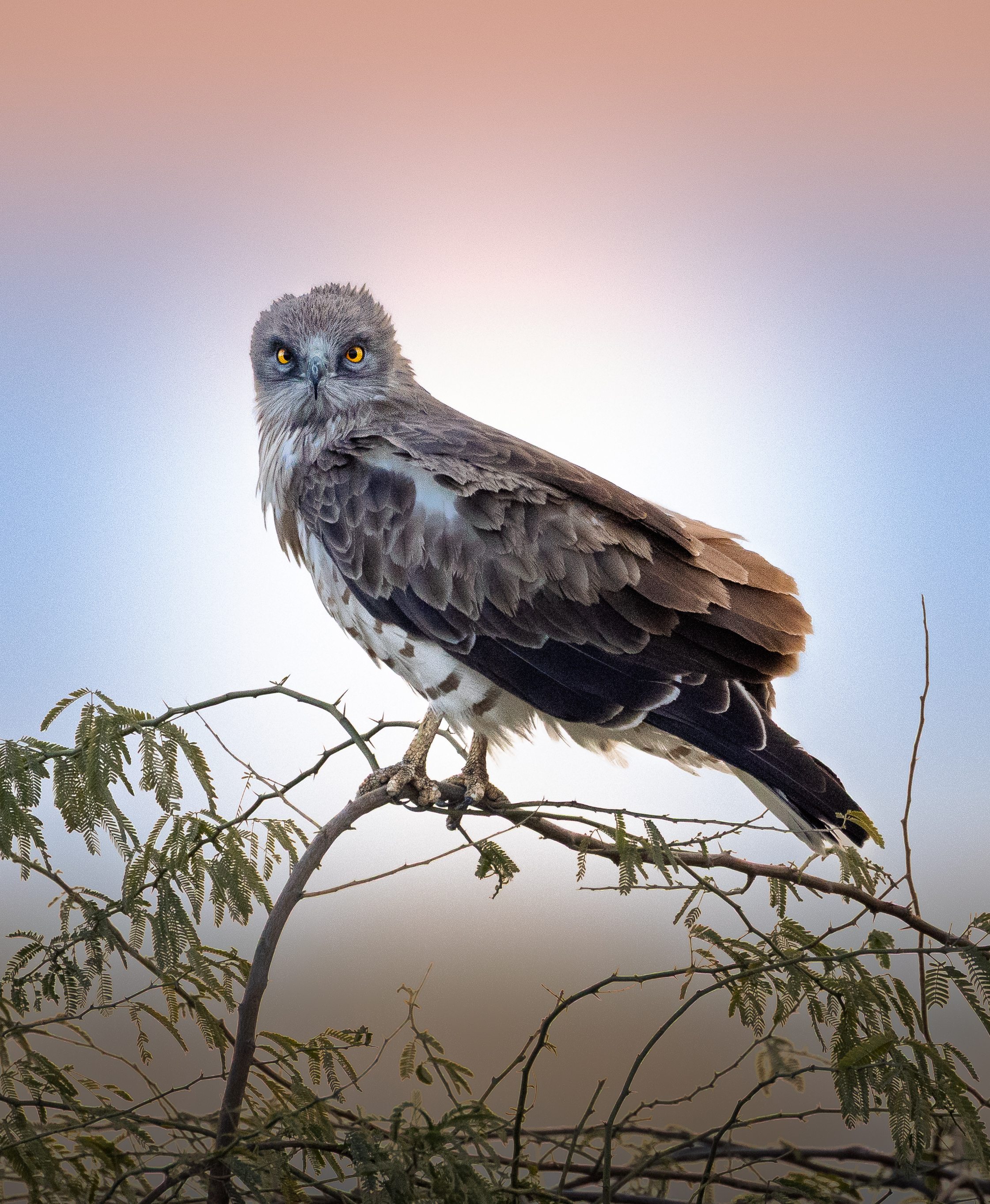
عقاب صرارة
صرد أحمر الظهر
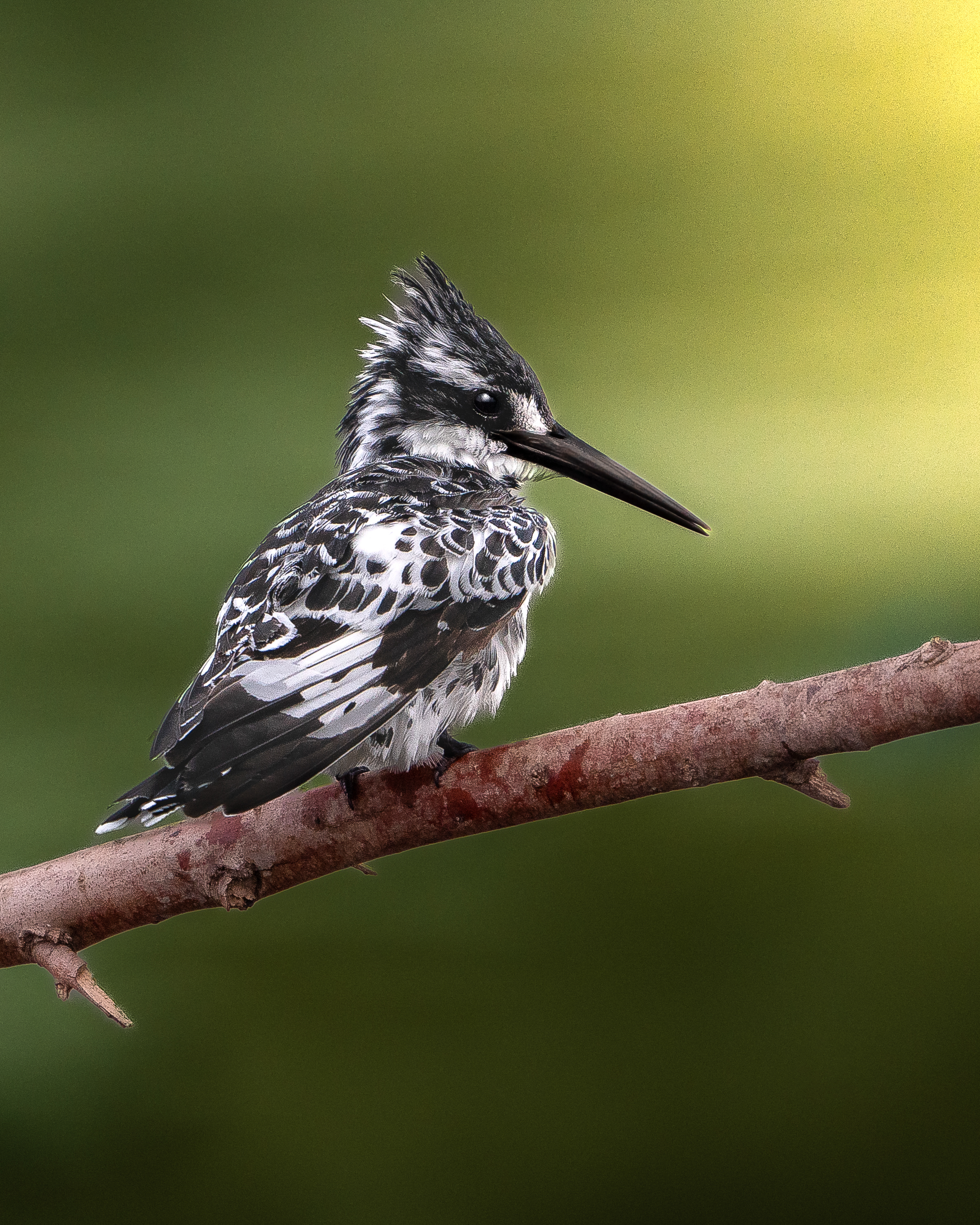
رفراف
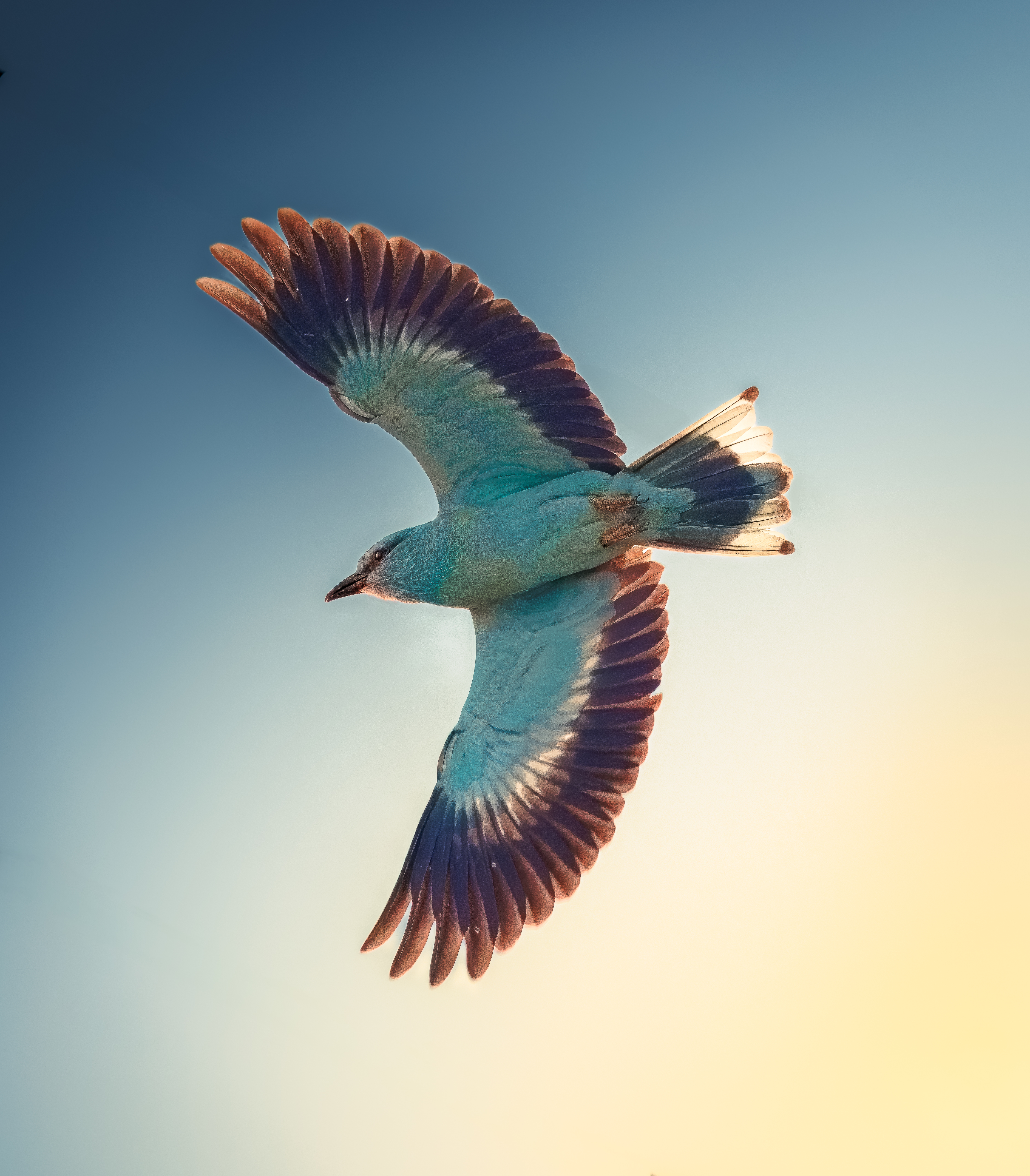
شقراق أوروبي

## جهود الحماية
قامت الكويت ببذل جهود كبيرة لحماية الحياة البرية، وتشمل هذه الجهود:
- المحميات الطبيعية: تُعد محمية الجهراء ملاذًا آمنًا للطيور المهاجرة، في حين تركز محميات أخرى على حماية النُّظم البيئية الصحراوية.
- التوعية البيئية: تعمل منظمات وحملات مختلفة على توعية المواطنين بأهمية الحفاظ على التنوع البيولوجي.
- التشريعات: تم سن قوانين تهدف إلى الحد من الصيد الجائر وحماية الأنواع المهددة بالانقراض.[15]

## التهديدات
تواجه الحياة البرية في الكويت عدة تهديدات، من أبرزها:
- التصحر: يؤدي الرعي الجائر وتغير المناخ إلى تفاقم تدهور الأراضي.
- التلوث: تتأثر النُّظم البيئية البحرية بتسربات النفط والنفايات الصناعية.
- التوسع العمراني: يقلل التوسع في البنية التحتية من المواطن الطبيعية، مما يؤثر سلبًا على الأنواع المحلية.[16]